# مصر وأسلحة الدمار الشامل
كان لمصر تاريخ سابق مع أسلحة الدمار الشامل، إذ كانت واحدة من عدد قليل من البلدان التي استخدمت الأسلحة الكيميائية بعد الحرب العالمية الأولى خلال حرب شمال اليمن الأهلية. ومع أنها وقعت على معاهدة الحد من انتشار الأسلحة النووية، فإنها لا تزال واحدة من سبعة بلدان فقط لم توقع على معاهدة حظر الأسلحة الكيميائية ولم تصدق على معاهدة حظر الأسلحة البيولوجية حتى الآن...حتي تم تسريب وثيقه من المخابرات الامريكيه تثبت حصول مصر على اسلحه نوويه من روسيا والاقمار الصناعية تلتقط صورة لامكان تواجدها في كهوف طرة بالقاهرة ..كما كشفت المخابرات الامريكيه ان مصر أصبحت مركز إقليمي لبيع اسلحه كوريا الشمالية. وان مصر حصلت مقبل ذلك علي اسلحه نوويه من كوريا الشمالية.

## برنامج الأسلحة الكيميائية
يعتبر برنامج الأسلحة الكيميائية في مصر هو البرنامج الأكثر تقدمًا في خلال سعيها للحصول على أسلحة للدمار الشامل مع أنه يعتقد أن هذا البرنامج وصل إلى ذروته في الستينيات من القرن الماضي. كما أنها واحدة من البلدان القليلة التي استخدمت الأسلحة الكيميائية منذ انقضاء الحرب العالمية الأولى أثناء الحرب الأهلية اليمنية. فقد استخدمت مصر خلال الحرب الأهلية اليمنية غاز الفوسجين وغاز الخردل ضد القوات والمدنيين الملكيين في شمال اليمن.
حافظت مصر سياسة عدم التوقيع على معاهدة حظر الأسلحة الكيميائية حتى يتم الرد علي أسئلة بخصوص برنامج الأسلحة النووية الإسرائيلية.

### استخدام الأسلحة الكيميائية خلال الحرب الأهلية اليمنية

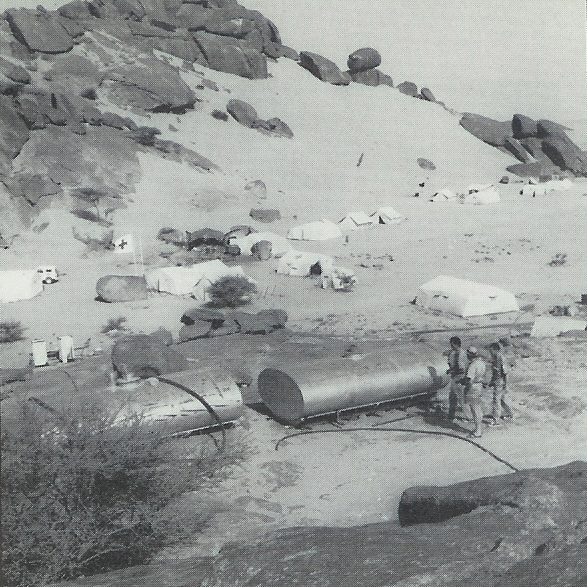
مستشفى الصليب الأحمر الدولي الميداني في أُقط، نجران.

أول استخدام للغاز كان يوم 8 يونيو 1963 ضد قرية الكومعة، وهي قرية تتكون من نحو 100 نسمة في شمال اليمن، مما أسفر عن مقتل نحو سبعة أشخاص وإلحاق أضرار بالعينين والرئتين لخمسة وعشرين آخرين. ويعتبر هذا الحادث انه كان من قبيل تجريب السلاح، إذ وصفت القنابل بأنها «محلية الصنع، ومن صنع هواة وغير فعالة نسبيا». وأشارت السلطات المصرية أن الحوادث التي تم الإبلاغ عنها على الأرجح قد سببها النابالم وليس الغاز. وأشارت جولدا مائير، وزيرة الخارجية الإسرائيلية آنذاك، في حديث صحفي ان عبد الناصر أيضا لن يتردد في استخدام الغاز ضد إسرائيل. ولم ترد تقارير عن استخدام مصر للغاز خلال عام 1964، ولم يتم الإبلاغ سوى عن عدد قليل من الحالات في عام 1965. ظهرت تقارير عن استخدام الغاز بصورة أكثر تكرارا في أواخر عام 1966. في 11 ديسمبر 1966، قتلت خمسة عشر قنبلة غاز شخصين وجرحت خمسة وثلاثين آخرين. في 5 يناير 1967، حدثت أكبر واقعة هجوم بالغاز على قرية كتاف، مما تسبب في أصابة 270 شخصا، شملت 140 حالة وفاة. ربما كان ذلك الهجوم يستهدف الأمير حسن بن يحيى الذي كان قد أنشأ مقره في مكان قريب من موقع الهجوم. نفت الحكومة المصرية استخدام الغاز السام، وزعمت أن بريطانيا والولايات المتحدة كانا يستخدمان تلك التقارير كحرب نفسية ضد مصر. وقالت الحكومة المصرية في 12 فبراير 1967 انها سترحب بتحقيق من قبل الامم المتحدة. في 1 مارس، قال الأمين العام للأمم المتحدة يو ثانت انه «عاجز» عن التعامل مع تلك المسألة.
في 10 مايو 1967، قصفت بالغاز قريتي جاهار وجدافه في وادي حيران، حيث كان مقر القيادة للأمير محمد بن محسن، مما أسفر عن مقتل خمسة وسبعين شخصا على الأقل. وقد نبه ذلك الصليب الأحمر الذي أصدر بتاريخ 2 يونيو بيان في جنيف يعرب فيه عن قلقه. أدلى معهد الطب الشرعي في جامعة برن بيانا، استنادا إلى تقرير للصليب الأحمر، رجح فيه أن الغاز المستخدم هو أحد المشتقات الهالوجينية مثل - الفوسجين، أو غاز الخردل، أو اللويزيت، أو كلوريد أو بروميد السيانوجين. توقفت هجمات الغاز لمدة ثلاثة أسابيع بعد حرب يونيو 1967 أو ما يعرف بنكسة حزيران، ولكن استؤنفت في يوليو (الشهر اللاحق)، ضد جميع أنحاء اليمن الملكى. تختلف تقديرات الإصابة بالغاز خلال تلك الحرب، ولكن هناك افتراض، وهو افتراض محافظ، أن غاز الخردل والقنابل الجوية المليئة بالفوسجين قد تسببت في وقوع ما يقرب من 1500 حالة وفاة و 1500 حالة اصابة.

## برنامج الأسلحة النووية
مصر غير معروف عنها منذ استقلالها أنها تبنت برنامجا مكرس لامتلاك الاسلحة النووية. فقد بدأت برنامجها النووي في عام 1954 والذي توسعت فيه ليشمل المفاعل النووي الروسي ETRR-1 (مفاعل البحث والتدريب التجريبي-1) في أنشاص بقدرة 2 ميجاواط، والذي افتتحه الرئيس جمال عبد الناصر في عام 1961. توقفت مصر عن المواصلة في تطويربرنامجها النووي في عام 1967 بعد هزيمتها في حرب 1967.
وقعت مصر على معاهدة حظر الانتشار النووي في عام 1968 ثم صادقت عليها في وقت لاحق في عام 1981، وتعمل منذ عام 1974 على جعل منطقة الشرق الأوسط منطقة خالية من الأسلحة النووية.

## برنامج الأسلحة البيولوجية
وقعت مصر على معاهدة حظر الأسلحة البيولوجية في 10 أبريل 1972 ولكن لم تصدق عليها.
قبل توقيع على اتفاقية الأسلحة البيولوجية أصدر الرئيس المصري أنور السادات التعليق التالي علي سؤال حول إسرائيل وإذا كان ينبغي لها أن تستخدم الأسلحة البيولوجية: «إن الرد الوحيد على الحرب البيولوجية هو أننا أيضا ينبغي لنا استخدام الحرب البيولوجية، وأعتقد أن كثافة السكان الإسرائيليين المحصورة في منطقة صغيرة من شأنه أن يوفر لنا فرصة الرد بنفس السلاح إذا توجب عليهم البدأ في استخدامه. باختصار، نحن نملك وسائل للحرب البيولوجية في الثلاجات وإننا لن نستخدمها إلا إذا بدأوا في استخدامها».